# Гаскаров, Файзи Адгамович
Файзи Адгамович Гаскаров (баш. Ғәскәров Фәйзи Әҙһәм улы; 21 октября 1912 — 18 июня 1984, Уфа, РСФСР, СССР) — башкирский танцор, хореограф и балетмейстер. Заслуженный деятель искусств Башкирской АССР (1944) и Заслуженный деятель искусств РСФСР (1975), лауреат Республиканской премии имени Салавата Юлаева (1967).

## Биография
Файзи Адгамович Гаскаров родился 21 октября 1912 года, предположительно в городе Уфа или Бирск Уфимской губернии. Во время Гражданской войны лишился родителей. С 1919 года воспитывался в детских домах Бирска, Дорогобужа Смоленской области и Селивановской трудовой колонии Бирского района БАССР. Затем в 1924 году поступает в Бирский педагогический техникум. В 1925 году Файзи Гаскаров становится учеником в оркестре и танцевальном ансамбле Башкирского академического театра драмы, одновременно обучается на музыкальном отделении Башкирского техникума искусств.
По рекомендации В. Г. Муртазина-Иманского, поступает на обучение в хореографическом техникуме при Большом театре СССР по классу народного артиста СССР И. А. Моисеева.
С 1939 года по 1970 год Файзи Адгамович с перерывами работал художественным руководителем Башкирского государственного ансамбля народного танца.
В годы Великой Отечественной войны он периодически выезжал в командировки с концертами в части действующей армии и флота, в том числе в Башкирскую кавалерийскую дивизию.
С 1945 года Файзи Адгамович Гаскаров — балетмейстер и главный балетмейстер Ансамбля песни и танца Татарской АССР (г. Казань). В 1945-51 годах также балетмейстер Татарского государственного театра оперы и балета имени Мусы Джалиля. Под его руководством выросло поколение талантливых татарских танцоров-профессионалов.

## Награды и звания
- Орден «Знак Почёта» (1967).
- Заслуженный деятель искусств РСФСР (1955).
- Заслуженный деятель искусств Башкирской АССР (1944).
- Республиканская премия имени Салавата Юлаева (1967).

## Память
В 1988 году Башкирскому государственному ансамблю народного танца присвоено его имя Файзи Гаскарова.
В 2012 году в его честь переименовали улицу в Кировском районе Уфы.